# Bermude II
Pour les articles homonymes, voir Bermude.
Bermude II de Léon, dit Bermude le Goutteux (espagnol El Gotoso - on trouve également son nom sous la forme de  Vermude), né en Galice en 948 ou 953 et mort à El Bierzo en septembre 999, est roi du León, des Asturies et de Galice de 982 à 999. Il est le fils illégitime d'Ordoño III de León et d'Aragont Dealez.

## Règne

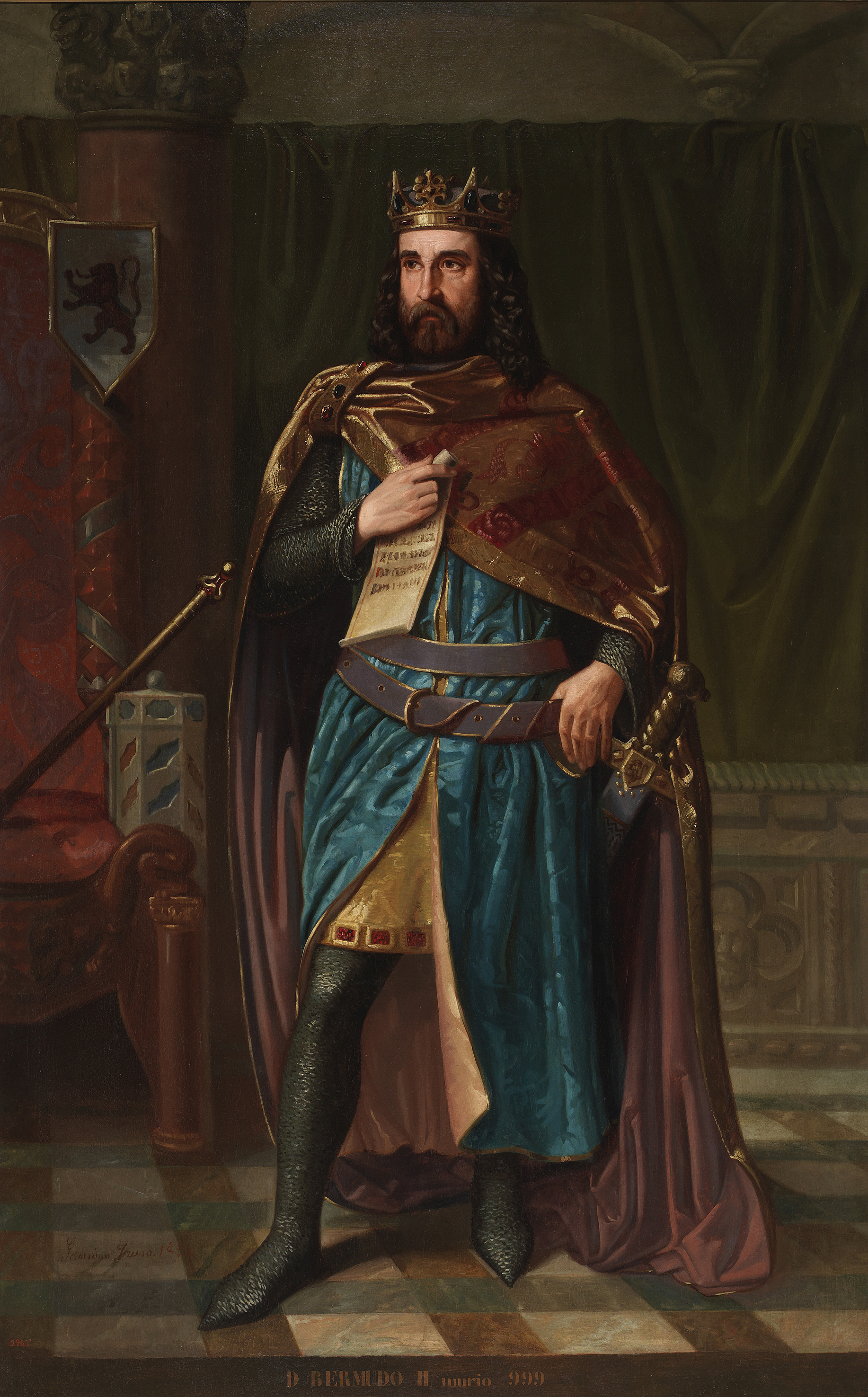
Bermudo II de León (Musée du Prado) par Jerónimo Fresno.

En octobre 981 les nobles de Galice en révolte contre Ramire III de León l'élisent comme roi. il est ordonné (latin ordinatus) dans l'église de Saint-Jacques-de-Compostelle en 982. La tentative de création d'un nouveau royaume tourne court car Ramire III meurt dès 985 au moment où il s'apprête à entrer en guerre contre les révoltés et Bermude II entre à  León où il reçoit la royauté (accepit regnum). La faction des nobles de Galice prend le pouvoir et domine dès lors la cour. Après avoir répudié sa première épouse il prend comme femme en 992 une fille du comte de Castille Garcia Ier.
Bermude III ne peut résister aux Maures, venus envahir ses États sous la conduite d'Almanzor. Il lui paie tribut ce qui n'empêche pas qu'en 988 sa capitale León soit pillée et que les Arabes détruisent Saint-Jacques-de-Compostelle en 997. 
Bermude II meurt deux ans après en laissant un fils de trois ans Alphonse sous la régence de la reine Elvira. Toutefois c'est le comte galicien Menendo González qui assume la réalité du pouvoir dans le royaume de León.

## Unions et postérité
Il épouse d'abord Velasquita, fille d'Urraque et d'Ordoño IV le Mauvais, roi de León, dont il divorça en 988. Il se marie en secondes noces avec Elvire († 1017), fille du comte García Ier de Castille et d'Ava de Riborgaza.
Il a cinq enfants :
- Cristina, épouse d'Ordoño de Léon († 1020), fils du roi Ramire III de León et Sancha ; mère d'Ordoño Ordóñez ;
- Alphonse V de León, son successeur ;
- Thérèse († 1039), épouse d'Almanzor, vizir de Cordoue, en 995 ;
- Pélage ;
- Sancie (religieuse).